# Constantí II de Torres
Constantí II de Torres conegut com "de Martis" va succeir al seu pare Barisó II de Torres com a jutge de Torres el 1186. Va morir el 1198. Estava casat en primeres noces amb una dona de la noblesa catalana de nom Druda, que va morir al viatge de noces entre Catalunya i Sardenya; i en segones noces amb un altre noble catalana de nom Prunisinda, morta a presó el 1195. El 1194 el jutjat fou atacat per Guillem Salusi IV de Càller que va ocupar Goceano i va fer presonera a la muller de Constantí. Va atacar Càller però no va aconseguir alliberar-la. Constantí es va enemistar amb l'Església i l'arquebisbe de Pisa, després d'una instrucció sumaria, el va excomunicar.
El va succeir el 1198 el seu germà Comit de Torres.